# Estação Ciudad Jardín
A Estação Ciudad Jardín é uma das estações do VLT da Cidade do México, situada na Cidade do México, entre a Estação Las Torres e a Estação La Virgen. Administrada pelo Servicio de Transportes Eléctricos de la Ciudad de México (STECDMX), faz parte da Linha 1.
Foi inaugurada em 1º de agosto de 1986. Localiza-se no cruzamento da Estrada de Tlalpan com a Rua Xotepingo. Atende os bairros El Sentinela e Ciudad Jardín, situados na demarcação territorial de Coyoacán.